# Поздняково (Курская область)
Поздняко́во — деревня в Фатежском районе Курской области. Входит в состав Солдатского сельсовета.

## География
Расположена на юго-востоке района, в 22 км к юго-востоку от Фатежа на реке Руде при впадении в неё ручья Ореховского (в старину Ореховая Рудка). Высота над уровнем моря — 224 м. Ближайшие населённые пункты — сёла 1-е Гнездилово, 2-е Гнездилово, Шуклино, деревня Бунино, хутор Морозов.
Климат
Поздняково, как и весь район, расположено в поясе умеренно континентального климата с тёплым летом и относительно тёплой зимой (Dfb в классификации Кёппена).
Часовой пояс
Деревня Поздняково, как и вся Курская область, находится в часовой зоне МСК (московское время). Смещение применяемого времени относительно UTC составляет +3:00.

## История
Деревня получила название от фамилии первозаимщиков — однодворцев Поздняковых и существовала уже к началу XVIII века. В то время деревня входила в состав Курицкого стана Курского уезда. Население Поздняковой было приписано к приходу Васильевского храма соседнего села Гнездилово. В 1779 году деревня вошла в состав новообразованного Фатежского уезда Курского наместничества (с 1797 года — губернии).
В начале XIX века деревни Поздняково и Бунино входили в имение князей Мещерских. В 1822 году отставной полковник Александр Дмитриевич Чертков женился на княжне Софье Павловне Мещерской и тем самым приобрёл в приданое это имение. В XIX веке нынешнее Поздняково было наполовину казённым, наполовину владельческим селением и состояло из двух населённых пунктов: деревни Позднякова и сельца Поздняково на Ореховой Рудке. К моменту отмены крепостного права в 1861 году крестьянами деревни Поздняково владели: дети коллежского регистратора Матвея Беленихина (16 душ), жена коллежского регистратора Екатерина Беленихина (19 душ), жена губернского секретаря Мария Мосолова (3 души), Акулина Познякова (1 душа), Матвей Позняков (2 души), жена губернского секретаря Дарья Познякова (1 душа), Клавдия Познякова (2 души), губернский секретарь Афанасий Позняков (3 души), Дмитрий Позняков с братьями (1 душа), коллежский регистратор Николай Позняков (18 душ), жена штабс-ротмистра Любовь Рахманова (28 душ), жена коллежского регистратора Ольга Уколова (6 душ), Надежда Бартенева (13 душ), жена статского советника Мария Ниценкова (37 душ). В то же время владельческие крестьяне сельца Поздняково на Ореховой Рудке принадлежали коллежскому регистратору Павлу Познякову (14 душ).
В 1862 году в деревне было 33 двора, проживало 353 человека (176 мужского пола и 177 женского). В 1877 году в Поздняково было уже 84 двора, проживало 612 человек, действовала лавка. В то время деревня входила в состав Дмитриевской волости Фатежского уезда. В 1920-е годы деревня вошла в состав Шуклинского сельсовета Фатежского района. В 1937 году в деревне было 118 дворов. Во время Великой Отечественной войны, с октября 1941 года по февраль 1943 года находилась в зоне немецко-фашистской оккупации. По состоянию на 1955 год в деревне находился центр колхоза «Правда». С 2006 года Поздняково с районным центром соединяет асфальтированная автомобильная дорога. В 2010 году деревня была передана в состав Солдатского сельсовета.

## Население
| 1862 | 1905 | 1979 | 1989 | 2002 | 2010 |
| ---- | ---- | ---- | ---- | ---- | ---- |
| 353  | ↗438 | ↘355 | ↘244 | ↘209 | ↘153 |

В 1900 году в деревне проживало 389 человек (180 мужского пола и 209 женского).

## Инфраструктура
Личное подсобное хозяйство. В деревне 77 домов.

## Транспорт
Поздняково находится в 18 км от автодороги федерального значения М2 «Крым» (Москва — Тула — Орёл — Курск — Белгород — граница с Украиной) как часть европейского маршрута E105, в 16 км от автодороги регионального значения 38К-038 (Фатеж — Дмитриев), на автодорогe межмуниципального значения 38Н-679 (38К-038 — Солдатское — Шуклино), в 24 км от ближайшего ж/д остановочного пункта 552 км (линия Навля — Льгов I).
В 158 км от аэропорта имени В. Г. Шухова (недалеко от Белгорода).